# Christopher Lee
Christopher Frank Carandini Lee (Londres, 27 de mayo de 1922-Londres, 7 de junio de 2015) fue un actor y cantante inglés. Con una carrera de más de sesenta años, fue conocido como un actor con una voz profunda e imponente, y a menudo interpretaba a villanos en películas de terror y franquicias cinematográficas. Fue nombrado caballero por sus servicios a las artes dramáticas y a la caridad en 2009, y recibió becas de la Academia Británica de las Artes Cinematográficas y de la Televisión (2011) y del Instituto de Cine Británico (2013).
Logró notoriedad por interpretar al Conde Drácula en siete películas de terror de la compañía cinematográfica Hammer Film Productions. Otros de sus papeles destacados en cine incluyen a Francisco Scaramanga en la película del agente secreto James Bond The Man with the Golden Gun (1974), al Conde Dooku en varias películas de la saga de Star Wars (2002-2008) y a Saruman el Blanco en las trilogías cinematográficas de El Señor de los Anillos (2001-2003) y El Hobbit (2012-2014). Aparecía con frecuencia junto su amigo Peter Cushing en filmes de terror, y al final de su carrera tuvo papeles en cinco películas del director Tim Burton: Sleepy Hollow (1999), Corpse Bride (2005), Charlie y la fábrica de chocolate (2005), Alicia en el país de las maravillas (2010) y Sombras tenebrosas (2012). También interpretó papeles importantes en filmes como La maldición de Frankenstein (1957), Drácula (1958), The Wicker Man (1973), Gremlins 2 (1990), Jinnah (1998), Glorious 39 (2009) y Hugo (2011).
Antes de iniciar su carrera como actor, Lee sirvió en la Real Fuerza Aérea (RAF) como oficial de inteligencia, adscrito al Escuadrón 260 como oficial de enlace para la Dirección de Operaciones Especiales. Tras su servicio en la Segunda Guerra Mundial, se retiró de la RAF en 1946 con el rango de teniente de vuelo. También cantó en varios géneros como la ópera, el metal sinfónico y el power metal y publicó los álbumes de estudio Revelation (2006), Charlemagne: By the Sword and the Cross (2010) y Charlemagne: The Omens of Death (2013).

## Primeros años
Lee nació el 27 de mayo de 1922 en Belgravia, distrito ubicado en el centro de Londres, hijo de la condesa Estelle Marie Carandini di Sarzano y del teniente coronel Geoffrey Trollope Lee, quien perteneció al Real Cuerpo de Fusileros del Rey. Su padre combatió en la guerra de los bóeres y durante la Primera Guerra Mundial, y su madre colaboró con conocidos artistas de su época como John Lavery, Oswald Birley, Olive Snell y Clare Sheridan, para quienes posó en diversos retratos y esculturas. Su bisabuelo materno Jerome Carandini fue un refugiado político italiano establecido en Australia y su bisabuela materna fue la cantante de ópera Marie Carandini. Lee tuvo una hermana mayor llamada Xandra (1917-2002).
Sus padres se separaron cuando él tenía cuatro años, por lo que permaneció al cuidado de su madre, quien lo llevó con su hermana a Wengen (Suiza). Se matriculó en la academia de teatro de Miss Fisher en la localidad de Territet, donde interpretó su primer papel como Rumpelstiltskin. Poco tiempo después regresó con su familia a Londres y se inscribió en el colegio Wagner de South Kensington. Su madre contrajo matrimonio por esa época con el banquero Harcourt George St-Croix Rose, tío del escritor Ian Fleming, creador del personaje del agente secreto James Bond. La familia se trasladó a Fulham, muy cerca de la vivienda del actor Eric Maturin. Una noche tuvo la oportunidad de conocer personalmente a Félix Yusúpov y a Demetrio Románov, miembros de la nobleza rusa y asesinos de Grigori Rasputín, a quien Lee interpretaría años después.

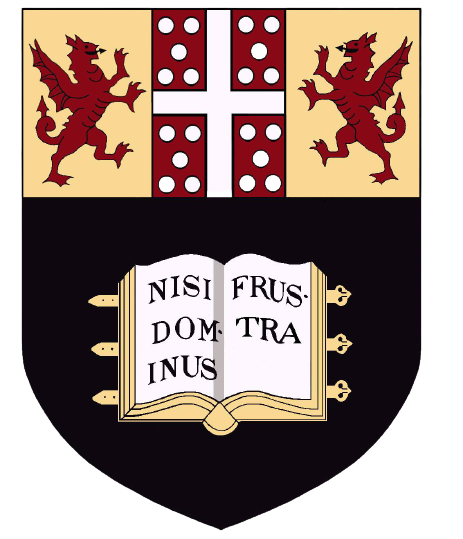
Escudo de armas de la Escuela Privada de Wellington.

A los nueve años, Lee fue enviado a Summer Fields, una escuela preparatoria de Oxford. Siguió actuando en obras escolares, aunque dijo en su biografía que Patrick Macnee «se llevaba todos los laureles merecidamente». Solicitó una beca para Eton College, donde presentó su entrevista en presencia del autor de historias de fantasmas M.R. James, a quien también interpretaría posteriormente. Sus escasas aptitudes para las matemáticas no le permitieron  postularse a una beca real y su padrastro no estaba dispuesto a pagar las elevadas tasas que suponía ser un becario Oppidan, por lo que debió inscribirse en la escuela privada de Wellington, en la que obtuvo becas para estudiar griego antiguo y latín. Aparte de un «pequeño papel» en una obra escolar, no actuó durante su estancia allí.
Según él, su desempeño en juegos de raqueta y esgrima era «aceptable» y tenía habilidades para el críquet, pero no destacaba en los demás deportes que practicaba, como el hockey, el fútbol, el rugby y el boxeo. Le disgustaban los desfiles y el entrenamiento con armas y se apuraba a simular su muerte durante los simulacros de batalla. Lo golpeaban con frecuencia en la escuela, aunque lo aceptaba como «castigos lógicos y, por tanto, aceptables» por infringir las normas escolares deliberadamente. A los diecisiete años debió retirarse de Wellington sin finalizar sus estudios, pues su padrastro entró en bancarrota y debía una importante suma de dinero a la institución.
Su madre se separó de Rose y Lee tuvo que buscar trabajo. Su hermana en ese momento ocupaba un cargo en la junta pensional eclesiástica. Como la mayoría de los empleadores estaban de vacaciones de verano o se preparaban para hacerlo, no hubo oportunidades inmediatas para Lee, quien fue enviado a la riviera francesa, donde su hermana se encontraba de vacaciones. De camino, hizo una breve parada en París, donde se alojó en casa del periodista Webb Miller, amigo de Rose, y presenció la muerte en la guillotina de Eugen Weidmann, la última ejecución pública llevada a cabo en Francia. Al llegar a la comuna de Menton, se alojó en casa de la familia rusa Mazirov, que vivía entre familias principescas exiliadas. Estaba previsto que se quedara en Menton cuando su hermana regresara a casa, pero con Europa al borde de la guerra, tuvo que regresar a Londres. Allí trabajó como oficinista para la compañía naviera United States Lines, donde se ocupaba del correo y de otras tareas varias.

## Servicio militar
Al inicio de la Segunda Guerra Mundial en 1939, se matriculó en una academia militar y se presentó como voluntario para luchar en el ejército finlandés contra la Unión Soviética durante la guerra de invierno. A él y a otros voluntarios británicos se les mantuvo alejados de la lucha real, pero se les proporcionó equipo de invierno y se les destinó a tareas de vigilancia a una distancia segura de la frontera. Tras dos semanas en Finlandia, regresaron a casa. En una entrevista posterior, Lee declaró que sabía disparar pero no esquiar y que probablemente no estaría vivo si le hubieran permitido ir al frente. Tras esta primera experiencia militar volvió a trabajar en United States Lines y, según él, encontró su labor allí más satisfactoria. A principios de 1940 se incorporó a la farmacéutica Beecham, primero como empleado de oficina y luego como operador de distribución. Cuando la compañía se trasladó fuera de Londres, se enlistó en la Home Guard. En invierno, su padre enfermó de neumonía bilateral y murió el 12 de marzo de 1941. Al darse cuenta de que no tenía ninguna inclinación a seguir una carrera militar como la de su padre, Lee decidió enlistarse mientras aún tenía alguna opción de servicio, y se ofreció voluntario para la Real Fuerza Aérea (RAF).
Se presentó en la RAF de Uxbridge para recibir entrenamiento y luego fue destinado al ala de entrenamiento inicial de Paignton. Una vez aprobados sus exámenes en Liverpool, el Plan de Formación Aérea de la Comunidad Británica le permitió viajar en el transatlántico Reina del Pacífico a Sudáfrica y, posteriormente, a su destino en Hillside, en Bulawayo (Rodesia del Sur). Mientras se entrenaba en combate aéreo en modelos De Havilland DH.82 Tiger Moth, Lee empezó a experimentar dolores de cabeza y visión borrosa; el médico le diagnosticó un fallo en el nervio óptico y le informó de su inhabilidad para volar aviones de combate. Tras algunas apelaciones infructuosas, fue trasladado a diferentes estaciones de vuelo antes de ser destinado a Salisbury, capital de Rodesia del Sur, en diciembre de 1941. Durante esta época solicitó admisión en el Servicio de Inteligencia de la RAF; sus superiores elogiaron su iniciativa, y fue destinado al cuerpo de policía británico de Sudáfrica como guardián de la prisión de Salisbury. Posteriormente fue ascendido a piloto de aviación, dejó Sudáfrica y navegó de Durban a Suez en el transatlántico Nieuw Amsterdam.
Tras «matar el tiempo» en la RAF Kasfareet, cerca del Gran Lago Amargo en la zona del Canal de Suez en 1942, reanudó el trabajo de inteligencia en la ciudad de Ismailía. A continuación, ingresó en el 205.º Grupo 205 de la RAF antes de ser comisionado a finales de enero de 1943 y agregado al 260.º Escuadrón de la RAF como oficial de inteligencia. A medida que avanzaba la Campaña en África del Norte, el escuadrón avanzaba entre las pistas de aterrizaje egipcias, prestaba apoyo aéreo a las fuerzas terrestres y bombardeaba objetivos estratégicos. El avance aliado continuó en Libia, a través de Tobruk y Bengasi hasta el Arco de los Filenos y luego a través de El Agheila, Al Khoms y Trípoli, con el escuadrón realizando una media de cinco misiones al día. Mientras el avance continuaba hacia Túnez, con las fuerzas del Eje atrincheradas en la Línea Mareth, Lee estuvo a punto de morir cuando el aeródromo del escuadrón fue bombardeado. Después de atravesar la Línea Mareth, el escuadrón estableció su base definitiva en Cairuán; tras la rendición del Eje en el norte de África en mayo de 1943, el escuadrón se trasladó a Zuara (Libia) para preparar la invasión aliada de Sicilia. Después se trasladaron a Malta y, tras su captura por el Octavo Ejército británico, a la ciudad siciliana de Paquino, antes de establecer su base permanente en Agnone Bagni.

A finales de julio de 1943, Lee recibió su segundo ascenso del año, esta vez a oficial de vuelo. Una vez finalizada la campaña siciliana, contrajo malaria por sexta vez en menos de un año y fue trasladado a un hospital del municipio de Cartago para recibir tratamiento. Cuando regresó, el escuadrón estaba inquieto, frustrado por la falta de noticias sobre el Frente Oriental y la Unión Soviética en general, y sin correspondencia ni bebidas alcohólicas. Gracias a su experiencia previa, Lee logró evitar un motín y los convenció de reanudar sus tareas, algo que impresionó positivamente a su oficial al mando.

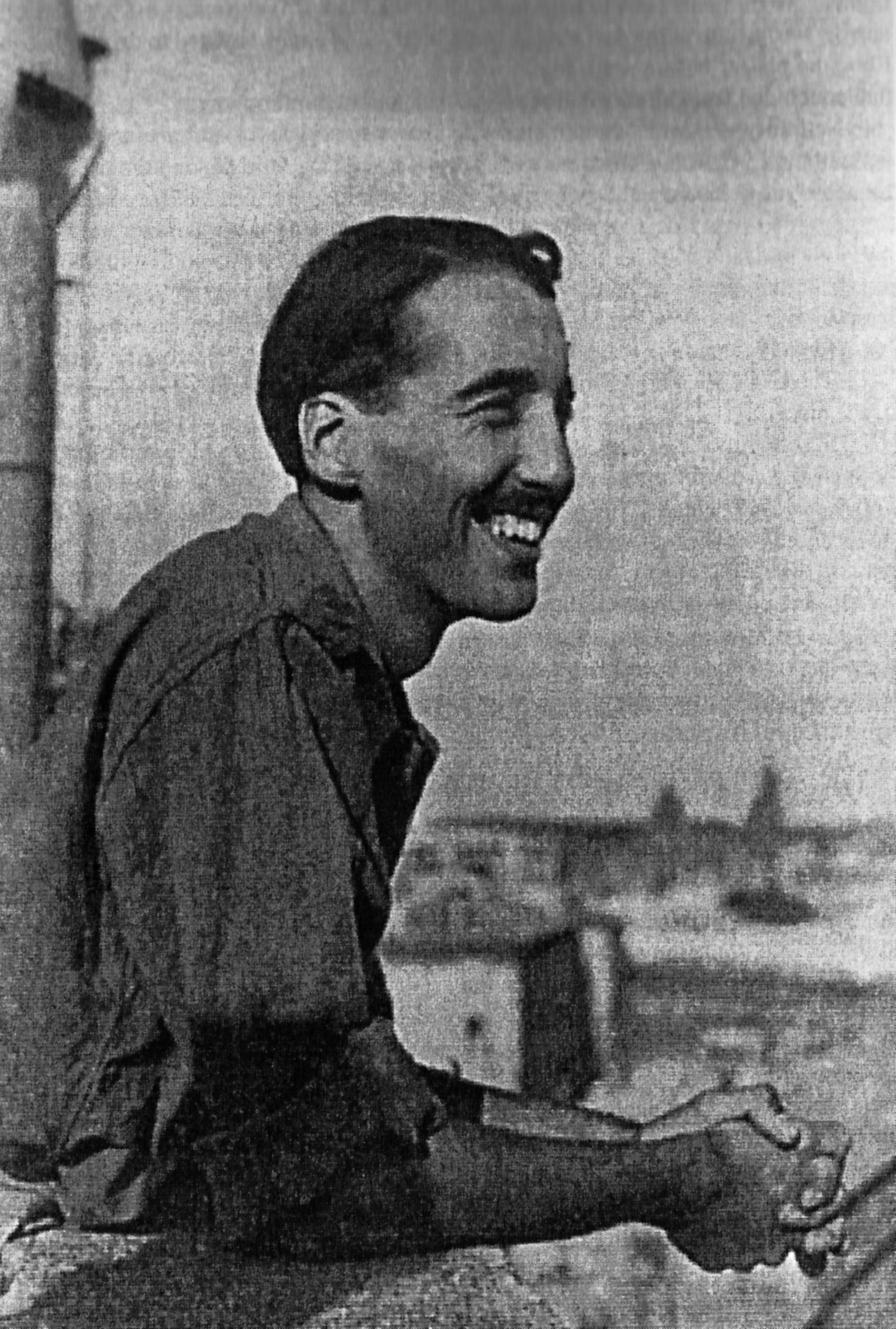
Lee en Ciudad del Vaticano en 1944, poco después de la Liberación de Roma.

Tras la invasión aliada de Italia, el escuadrón se estableció en Foggia y Térmoli durante el invierno de 1943, donde Lee fue destinado al Ejército durante un programa de intercambio de oficiales. Durante la mayor parte de la batalla de Montecassino, estuvo destinado con los gurjas de la 8.ª División de Infantería de la India. Mientras pasaba un tiempo de permiso en Nápoles, Lee escaló el Vesubio, que entró en erupción tres días después. Durante el asalto final a Montecassino, el escuadrón tenía su base en San Angelo, y Lee estuvo cerca de morir nuevamente cuando tropezó con la bomba activa de un avión que colisionó al despegar. Tras la batalla, el escuadrón se trasladó a los aeródromos de las afueras de Roma, y Lee aprovechó para visitar al primo de su madre, Nicolò Carandini, quien había luchado en el movimiento de resistencia italiano.
En noviembre de 1944 fue ascendido a teniente de vuelo y dejó el escuadrón en la comuna de Iesi para ocupar un puesto en el Cuartel General de la Fuerza Aérea. Participó en tareas de planificación y enlace, en preparación de un posible asalto a la rumoreada fortaleza alemana de los Alpes. Al finalizar la guerra, fue invitado a cazar cerca de Viena y luego fue alojado en la localidad de Pörtschach am Wörther See. Durante los últimos meses de su servicio, Lee, que hablaba con fluidez francés, italiano y alemán, fue destinado al Registro Central de Criminales de Guerra, donde se le encomendó la tarea de ayudar a localizar a criminales de guerra nazis. Describió sus labores en el registro: «Nos daban expedientes de lo que habían hecho y nos decían que los encontráramos, los interrogáramos todo lo que pudiéramos y los entregáramos a las autoridades competentes». Terminó su servicio en la RAF en 1946 ostentando el rango de teniente de vuelo.
Mencionó que durante la guerra estuvo adscrito a las fuerzas especiales, pero declinó dar detalles adicionales. Su padrastro fue capitán del Cuerpo de Inteligencia Británico, pero es poco probable que influyera en la carrera militar de Lee, pues su relación se debilitó con el paso del tiempo. Lee confesó en su autobiografía que vio a su padrastro por última vez en un autobús en Londres en 1940, y que ni siquiera le dirigió la palabra.

## Carrera como actor

### 1947-1957: inicios
De vuelta a Londres en 1946, le ofrecieron volver a su antiguo trabajo en Beecham con un aumento considerable, pero lo rechazó porque «no podía ni pensar en volver a la mentalidad de oficina». Las Fuerzas Armadas enviaban a veteranos con estudios clásicos a enseñar en universidades, pero Lee sentía que su latín estaba demasiado oxidado y no le gustaban los estrictos toques de queda. Durante un almuerzo con su primo Nicolò Carandini, ahora embajador de Italia en Gran Bretaña, Lee estaba relatando historias de guerra cuando Carandini lo animó a convertirse en actor. A Lee le gustó la idea y, tras apaciguar las protestas de su madre recordándole el éxito de la familia Carandini en Australia (entre los que se encontraba su bisabuela Marie Carandini, que había sido una cantante de ópera exitosa), conoció a Filippo Del Giudice, director de la productora Two Cities Films y amigo personal de Nicolò. Giudice lo envió con el productor Josef Somlo para firmar un contrato:

Al principio, Somlo me dijo que era demasiado alto para ser actor, un comentario bastante fatuo. Es como decir que eres demasiado bajo para tocar el piano [...] Al principio no sabía nada sobre la técnica de trabajar delante de una cámara, pero durante esos diez años hice lo que hoy es tan importante: observé, escuché y aprendí. Así que cuando llegó el momento estaba preparado [...] Curiosamente, para interpretar a un personaje que no decía nada (como la criatura en La maldición de Frankenstein).

Somlo le envió a ver a David Henley y Olive Dodds, de la empresa cinematográfica Rank Organisation, quienes le elaboraron un contrato de siete años. Al igual que otros alumnos de Rank, Lee tuvo dificultades iniciales para encontrar un papel. Finalmente debutó en cine en 1947, en el romance gótico de Terence Young Corridor of Mirrors. El director sorteó su estatura ubicándolo en una mesa de un club nocturno junto a Lois Maxwell, Mavis Villiers, Hugh Latimer y John Penrose. Lee tenía una sola línea, definida por él mismo como «una sátira destinada a matizar la bravura del protagonista».
En este periodo inicial de su carrera, hizo una aparición no acreditada en la versión cinematográfica de Hamlet (1948), de Laurence Olivier, como portador de una lanza. Unos años más tarde trabajó en Captain Horatio Hornblower (1951) como un capitán español. Fue elegido para el papel cuando el director descubrió que podía hablar un poco de español y manejar la espada. Registró una aparición no acreditada en la epopeya estadounidense Quo vadis? (1951), en el papel de un conductor de una cuadriga; resultó herido al ser arrojado de una durante el rodaje.
Manifestó que su gran oportunidad llegó en 1952, cuando Douglas Fairbanks, Jr. empezó a rodar películas en los estudios de British National. Afirmó en 2006: «Me dieron varios papeles en dieciséis de ellas e incluso actué con Buster Keaton, y resultó ser un excelente campo de entrenamiento». Ese mismo año apareció en la nominada al Premio Óscar Moulin Rouge, de John Huston. En los años restantes de la década de 1950 rodó alrededor de treinta películas, entre ellas El infierno de los héroes, en las que interpretó especialmente a personajes de acción.

### 1957-1972: asociación con Hammer Film Productions y cine de terror
Lee inició su extensa colaboración con la compañía de producción Hammer con La maldición de Frankenstein de Terence Fisher (1957), en la que interpretó al monstruo de Frankenstein. También fue la primera película que protagonizó con Cushing, con quien terminaría actuando en más de veinte largometrajes a lo largo de su carrera. Poco después coprotagonizó con Boris Karloff el filme Corridors of Blood (1958). Lee ya había actuado con Karloff tres años atrás en el episodio «At Night, All Cats are Grey» de la serie de televisión británica Colonel March of Scotland Yard.

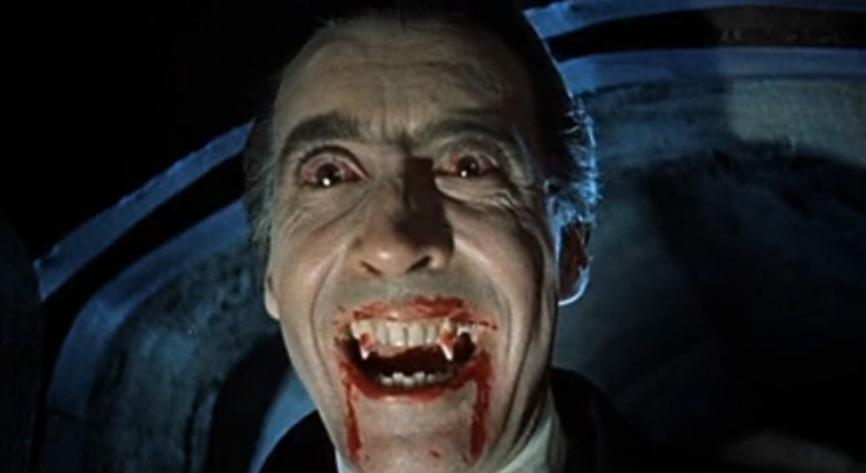
Christopher Lee caracterizado como el conde Drácula.

Su representación del monstruo de Frankenstein propició su primera aparición como el conde Drácula en la película Drácula (1958), que supuso el «debut triunfal» de Lee y fijó la imagen del vampiro con colmillos en la cultura popular, según el escritor Kevin Jackson. Por su parte, el periodista de The Daily Telepraph Tim Stanley remarcó el «tono sensual y oscuro» que Lee le dio al personaje, y lo describió como un avance al compararlo con los vampiros interpretados por Max Schreck o Béla Lugosi en filmes anteriores. La revista Empire lo incluyó en la séptima casilla de su lista de los mejores personajes de terror de todos los tiempos, y CNN lo ubicó en la tercera posición de su clasificación de los diez mejores villanos británicos. Drácula figura en la lista de las 100 mejores películas británicas de la historia, elaborada por la revista Time Out.
| El Drácula de Lee es una fuerza de la naturaleza: ojos rojos, sangre goteando de sus colmillos, a menudo presa de la ira. Es hipnótico, físicamente poderoso y locuaz, pero Lee comprendió además —de manera crucial— que en la interpretación de Lugosi faltaba una capa importante de la novela de Bram Stoker: la sexualidad. — Descripción del papel de Lee como el conde Drácula en la revista Empire. |

En 1959, Lee aceptó un papel similar en la película francoitaliana Tempi duri per i vampiri y ese mismo año protagonizó el papel de Kharis en una nueva producción de Hammer titulada La momia, otra vez bajo la dirección de Fisher. Aparece prácticamente toda la película vendado y no pronuncia ninguna palabra, por lo que debió basar su actuación en gestos y miradas. Para Jennie Kermode, del portal Eye for Film, el desempeño del actor «realmente provee de alma a la película».
También en 1959 protagonizó junto con Cushing y André Morell El sabueso de los Baskerville, el primer film en color que se hizo del personaje Sherlock Holmes y en el que interpretó al personaje de Henry Baskerville.Dos años después colaboró con el cineasta italiano Mario Bava en la película Hércules en el centro de la Tierra, en el papel del Rey Lico. En 1952, interpretó a Sherlock Holmes en Sherlock Holmes y el collar de la muerte, y protagonizó el filme Das Rätsel der roten Orchidee, en el que tuvo que hablar alemán, idioma que había aprendido durante sus años en Suiza. El mismo año audicionó para un papel en la película bélica El día más largo, pero fue rechazado porque «no tenía aspecto de militar». Algunos libros de cine le atribuyen incorrectamente un papel en la película, algo que debió negar en numerosas ocasiones.
Su participación en Dracula: Prince of Darkness (1965) generó polémica, pues su versión del conde solamente interviene a través de expresiones faciales y lenguaje no verbal. El guionista Jimmy Sangster afirmó que no darle líneas de diálogo al personaje era una idea preconcebida para darle fuerza, pero Lee replicó que el silencio había sido una decisión suya debido a que los diálogos le parecían pésimos. Inicialmente, el actor no quería interpretar ese papel en otra película, lo que desembocó en un enfrentamiento en el que la Hammer lo amenazó con cancelar proyectos futuros o no pagarle el sueldo. Finalmente, los productores le dijeron que, si se negaba a actuar, la película quedaría cancelada y él sería responsable del despido de todas las personas contratadas para llevarla a cabo. Lee describió la postura de Hammer como un «chantaje emocional» y manifestó que no tuvo otra alternativa que aceptar el papel.

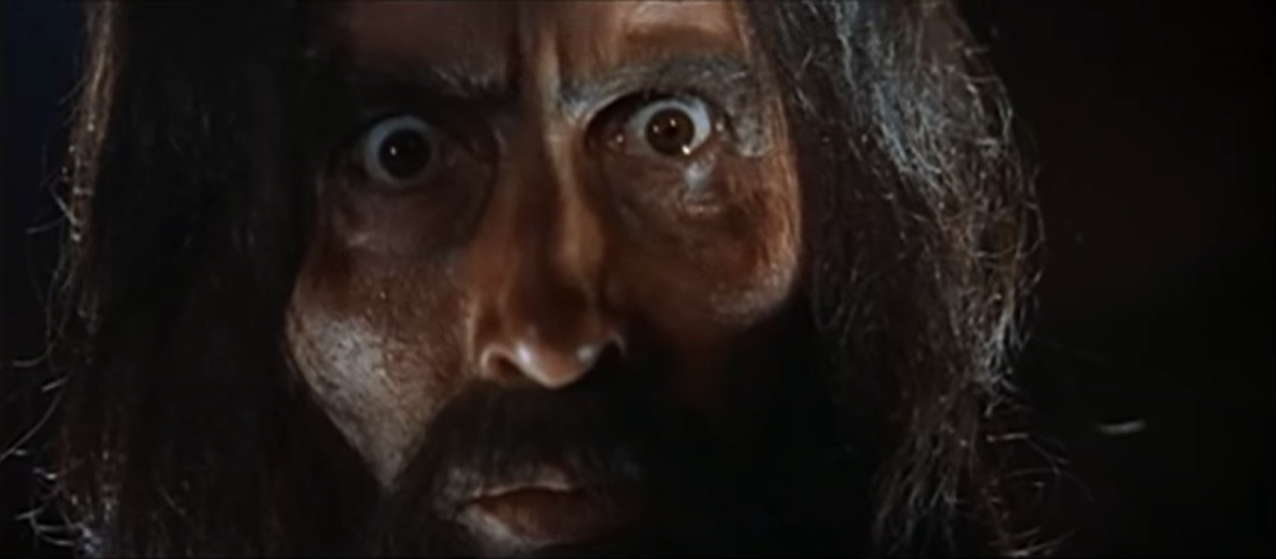
Lee en el papel protagónico del filme Rasputín (1966).

El mismo año interpretó al villano Fu Manchú en El regreso de Fu Manchú, dirigida por Don Sharp; repitió su personaje en otras cuatro películas producidas entre 1966 y 1969. Hammer Films le asignó el papel protagonista de Grigori Rasputín en Rasputín (1966), cuya interpretación es descrita como «desenfrenada y gutural» y como «digna de contemplar» por Eric Henderson de la revista Slant, y como uno de los mejores roles en la carrera del actor por Eddie Harrison del portal Film Authority.
El actor presentó ante Hammer Productions la obra de Denis Wheatley, un autor de novelas de misterio quien, según Lee, despertó su interés en el mundo del ocultismo y en la bibliografía de Aleister Crowley. Dos de sus obras fueron llevadas al cine e interpretadas por Lee; la primera, The Devil Rides Out (1968), logró reseñas favorables de la crítica especializada y elogios por la interpretación de Lee como el duque de Richleau,como el de Matt Brunson del portal Film Frenzy, quien manifestó que «la mayor fortaleza de la película reside en la elección de Christopher Lee como héroe y no como villano».

Los grandes proyectos de Hammer para el actor seguían surgiendo del filón de Drácula, de modo que sucesivamente se rodaron Drácula vuelve de la tumba (1968), Taste the Blood of Dracula (1969) y Las cicatrices de Drácula (1970). Todas estas películas siguieron un patrón similar, en el que Lee tan solo aparecía en la parte final con un papel relativamente pequeño. En una entrevista en 2005, el actor afirmó al respecto: «Todo lo que hacían era escribir una historia e intentar ubicar al personaje en algún sitio, lo que queda muy claro cuando ves las películas. No me dieron nada que hacer. Supliqué a la Hammer que me dejara utilizar algunas de las líneas que Bram Stoker había escrito. De vez en cuando, pude obtener alguna».

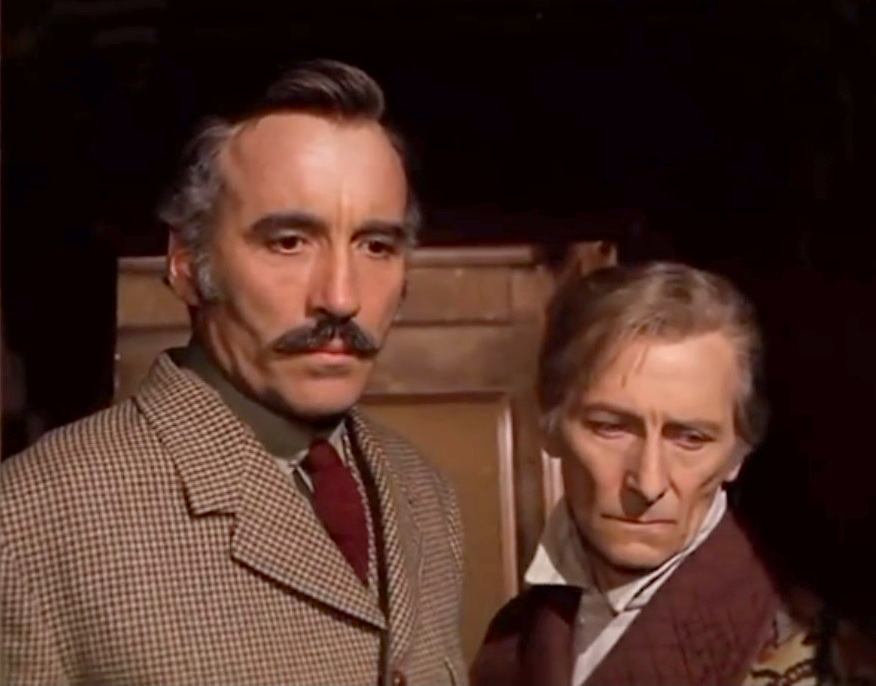
Lee y su amigo Peter Cushing en Pánico en el Transiberiano (1972). Ambos protagonizaron más de veinte películas juntos.

En 1970 regresó a las películas basadas en Sherlock Holmes con The Private Life of Sherlock Holmes de Billy Wilder, en la que interpreta a Mycroft, hermano mayor del detective. Lee considera que esta película fue la razón por la que dejó de encasillarse: «Nunca me han encasillado desde entonces. Claro que he interpretado a muchos personajes malvados, pero como dice Anthony Hopkins: "Yo no interpreto a villanos, interpreto a personas"». El mismo año apareció como narrador en pantalla del filme La isla de la muerte del español Jesús Franco como un favor especial para el productor Harry Alan Towers, sin saber que se trataba de una película de porno blando, pues las escenas con contenido sexual se agregaron de forma separada. En 1971 figuró en I, Monster, una adaptación cinematográfica de la novela El extraño caso del doctor Jekyll y el señor Hyde de Robert Louis Stevenson. Un año después actuó en la cinta Pánico en el Transiberiano del cineasta español Eugenio Martín Márquez, y se encargó de producir y protagonizar Noche infernal, que fue la primera y última película que produjo, pues no disfrutó del proceso.
Lee protagonizó Dracula A.D. 1972 (1972) y The Satanic Rites of Dracula (1973), producciones en las que se intentó trasladar al personaje de Drácula a la era moderna. El título provisional de la última era Dracula Is Dead... and Well and Living in London, una parodia del musical Jacques Brel Is Alive and Well and Living in Paris, algo que molestó a Lee. En una rueda de prensa de  1973 para anunciar la película, el actor afirmó: «Lo hago bajo protesta. Creo que es una fatuidad. Se me ocurren veinte adjetivos: fatuo, sin sentido, absurdo. No es una comedia, pero tiene un título cómico. No le veo el sentido». The Satanic Rites fue la última película de Drácula en la que Lee interpretó el papel del conde, ya que consideraba que la calidad de estas producciones se había empezado a deteriorar: «Era estéticamente deprimente ver cómo las películas se deterioraban paso a paso. Las cicatrices de Drácula era realmente floja. Con The Satanic Rites of Dracula llegué a mi punto final irrevocable».En total, el actor interpretó a Drácula en diez ocasiones: en siete películas para Hammer Productions, en Nachts, wenn Dracula erwacht (1970) de Jesús Franco, en Una vez más (1970) de Jerry Lewis y en Dracula père et fils (1976) de Édouard Molinaro.

### 1973-1989:The Wicker Man,James Bondy llegada a los Estados Unidos
Interesado en interpretar papeles que se alejaran de los monstruos clásicos, Lee se reunió con el guionista Anthony Shaffer y acordaron trabajar juntos. El cineasta Robin Hardy y el responsable de British Lion Films Peter Snell también se involucraron en el proyecto. Shaffer mantuvo una serie de conversaciones con Hardy, y ambos decidieron hacer una película de terror centrada en las religiones antiguas, en agudo contraste con las películas populares de Hammer Productions de la época. Shaffer leyó la novela Ritual de David Pinner, en la que un policía cristiano es llamado para investigar lo que parece ser el asesinato ritual de una joven en un pueblo rural, y decidió que serviría bien como material de partida para el proyecto. Shaffer y Lee pagaron a Pinner 15 000 libras esterlinas por los derechos de la novela, y Schaffer empezó a trabajar en el guion. Sin embargo, pronto decidió que una adaptación directa no funcionaría bien, y comenzó a elaborar una nueva historia, utilizando únicamente el esquema básico de la obra escrita. Finalmente escogieron como título The Wicker Man y ambientaron la historia en una apartada población de las islas Hébridas. Lee, quien interpretó el papel del líder de un oscuro culto religioso, estaba tan entusiasmado en hacer el filme, y el presupuesto era tan reducido, que prestó sus servicios gratis. Más tarde confesó que era la mejor película en la que había trabajado.
Lee interpretó al Conde de Rochefort en Los tres mosqueteros (1973), de Richard Lester. Durante el rodaje se lesionó la rodilla izquierda, una dolencia que lo acompañó durante muchos años.A partir de mediados de la década de 1970, el actor evitó casi por completo los papeles de terror. Ian Fleming, autor de las novelas de espionaje de James Bond y primo político de Lee, le había ofrecido el papel del antagonista en la primera película de Bond producida por Eon, Dr. No (1962). Lee aceptó con entusiasmo, pero cuando Fleming se lo comunicó a los productores, éstos ya habían elegido a Joseph Wiseman para el papel. Finalmente, Lee interpretó a un villano de James Bond en The Man with the Golden Gun (1974), en la que fue el asesino Francisco Scaramanga. Sobre su interpretación, el actor dijo: «En la novela de Fleming, [Scaramanga] no es más que un matón antillano, pero en la película es encantador, elegante, divertido, letal [...] Lo interpreté como el lado oscuro de Bond». Aunque la película no logró convencer a la crítica especializada, su actuación fue valorada en general. Para Dave Kehr de Chicago Reader, «Christopher Lee como arquetipo del malvado antagonista hace que esta entrega del agente 007 sea casi soportable», y según Sean Axmaker del portal Stream on Demand, «el encanto y el entusiasmo de Lee convierten a Scaramanga en un adversario frío, letal y completamente encantador».

Debido a su agenda de rodaje en Bangkok, el director Ken Russell no pudo contratarlo para interpretar al especialista en el musical Tommy (1975); dicho papel recayó finalmente en Jack Nicholson. En 1976 protagonizó la segunda película basada en la obra de su amigo Denis Wheatley, titulada To the Devil a Daughter, que tuvo tantas dificultades de producción que acabó siendo rechazada por el propio escritor. Aunque económicamente fue exitosa, supuso el fin de la relación de Lee con la productora.
 En 1977, Lee se mudó a los Estados Unidos, preocupado por el encasillamiento en el cine de terror, como les había ocurrido a sus amigos Peter Cushing y Vincent Price. Su primer trabajo en ese país fue en Aeropuerto 77 (1977), filme en el que casi pierde la vida por ahogamiento mientras grababa una de las escenas finales. El 25 de marzo de 1978 apareció como presentador invitado en Saturday Night Live de la NBC, programa que alcanzó los 35 millones de espectadores y se convirtió en uno de los más vistos en la historia del show.
El cineasta Steven Spielberg, quien se encontraba entre el público, le ofreció un papel en el filme de comedia 1941 (1979). Mientras tanto, protagonizó con Bette Davis la película de Disney Return from Witch Mountain (1978). Aunque al principio tenía ciertas dudas sobre aparecer en un filme destinado al público infantil, aceptó al enterarse de que compartiría el papel principal con Davis, a quien consideraba la mejor actriz estadounidense. Ese año, el director John Carpenter pensó en Lee y Cushing para el papel de Samuel Loomis en la película de terror Halloween, pero finalmente quedó en manos de Donald Pleasence. Años después, Lee reconoció que uno de sus mayores pesares profesionales era no haber interpretado ese personaje. El actor finalizó la década de 1970 registrando apariciones en películas de escasa relevancia como Arabian Adventure y Captain America II: Death Too Soon (ambas de 1979).
En 1980 rechazó el papel del doctor Barry Rumack (interpretado finalmente por Leslie Nielsen) en la parodia de catástrofe Airplane!, una decisión que más tarde calificó como un «gran error». Ese mismo año colaboró nuevamente con los cineastas Terence Young y Don Sharp en la comedia Serial y en el filme de suspenso Bear Island, respectivamente. En 1982 aportó su voz para el personaje del rey Haggard en el filme animado El último unicornio, y entre 1983 y 1985 retornó a los papeles en películas de terror en producciones como House of the Long Shadows (en la que compartió elenco con Cushing y con Vincent Price), Mask of Murder y Howling II: Your Sister Is a Werewolf. Finalizó la década interpretando nuevamente al Conde de Rochefort en El regreso de los mosqueteros, de Richard Lester (1989).

### 1990-2009: resurgimiento en franquicias cinematográficas
En 1990 interpretó al doctor Catheter, un científico loco en el filme de terror en Gremlins 2. En un guiño a su papel como Drácula en Hammer Films, durante la transformación de una de las criaturas en la película, Catheter experimenta un déjà vu mientras el público puede escuchar la música característica del conde en los filmes de Hammer. Hizo sus interpretaciones finales como Sherlock Holmes en los telefilmes Sherlock Holmes: Incidente en las cataratas Victoria (1991) y Sherlock Holmes y la prima donna (1992).
El último proyecto en el que participaron juntos Lee y Cushing fue el documental Flesh and Blood: The Hammer Heritage of Horror (1994), que narraron conjuntamente dos meses antes de la muerte de Cushing. Ese mismo año apareció como el comandante ruso Aleksandr Nikolaevich Rakov en la película de comedia Police Academy: Mission to Moscow, que cosechó una muy pobre recepción crítica.
En 1998 interpretó el papel de Muhammad Ali Jinnah, fundador de Pakistán, en el filme Jinnah. Para el crítico Dennis Schwartz el desempeño de Lee fue probablemente el mejor de su carrera, aunque algunos sectores nacionalistas en el país asiático protestaron porque un británico retrató a su héroe nacional. Sin embargo, cuando la película llegó a Pakistán en formato de DVD, el público respondió en su mayoría de forma positiva ante la interpretación de Lee. Finalizando la década de 1990 participó en algunas series de televisión británicas; asumió el rol del caballero templario Lucas de Beaumanoir en Ivanhoe (1997), apareció como Flay en Gormenghast (2000) e interpretó a M. R. James en la serie de antología Ghost Stories for Christmas (2000).
Interpretó al mago Saruman, uno de los principales villanos en la trilogía cinematográfica de El Señor de los Anillos (2001-2003) de Peter Jackson. El director contó que Lee se mostró reticente cuando lo entrevistó por primera vez para ofrecerle el papel, pues uno de sus sueños era interpretar al personaje de Gandalf. Manifestó además que, aunque al final aceptó encarnar al villano, nunca se sintió cómodo con el papel y frecuentemente discutía con él, argumentado que Saruman «realmente no era un hombre malvado».
Lee fue el único implicado en las películas de Peter Jackson que tuvo la posibilidad de conocer a J. R. R. Tolkien, autor de las novelas de El Señor de los Anillos, y tenía la costumbre de leer las obras literarias al menos una vez al año. La escena de su muerte en la última película de la trilogía, El Señor de los Anillos: el retorno del Rey, fue eliminada de la versión estrenada en los cines, aunque se incluyó en la edición extendida. Jackson defendió esta decisión argumentando «razones de ritmo», aunque Lee se mostró decepcionado y no asistió al estreno oficial del filme a modo de protesta.
El Señor de los Anillos marcó el comienzo de un importante resurgimiento de su carrera que continuó con el papel del Conde Dooku en los filmes Star Wars: Episodio II - El ataque de los clones (2002) y Star Wars: Episodio III - La venganza de los Sith (2005), dirigidas por George Lucas. A pesar de su avanzada edad, Lee se encargó de la mayor parte del manejo de la espada, aunque necesitó un doble para las tomas largas con movimientos más enérgicos.

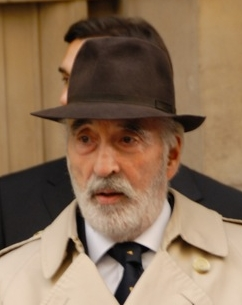
Lee en 2007

En 2005 interpretó al doctor Wilbur Wonka, padre de Willy Wonka, en la adaptación cinematográfica de Tim Burton del clásico infantil de Roald Dahl Charlie y la fábrica de chocolate; ese mismo año aportó su voz para el personaje del pastor Galswells en la película de animación Corpse Bride de Burton. En 2007 tenía presupuestado colaborar de nuevo con el cineasta en Sweeney Todd: The Demon Barber of Fleet Street como el espíritu de las víctimas del barbero Sweeney Todd, pero nunca llegó a grabar las escenas. El actor manifestó al respecto: «Hubiera sido peor si hubiera hecho las escenas, pero nunca llegué a filmarlas. Es una lástima, ya que las letras eran maravillosas, pero estas cosas pasan». También en 2007 interpretó al Primer Alto Consejero en la película de aventuras La brújula dorada, de Chris Weitz. En 2009 protagonizó el drama de época británico Glorious 39, de Stephen Poliakoff, la película bélica Triage, del director Danis Tanović, y la comedia Boogie Woogie, de Duncan Ward.

### 2010-2015: últimos papeles
En 2010 colaboró por cuarta ocasión con Tim Burton al aportar la voz de Jabberwock en la adaptación cinematográfica de la obra literaria de Lewis Carroll Las aventuras de Alicia en el País de las Maravillas, junto con Johnny Depp, Helena Bonham Carter y Anne Hathaway. Lee se refirió a Depp como «un colega superviviente» y como alguien «inventivo y con una enorme versatilidad».
Después de treinta y cinco años, en 2011 reapareció en una película de Hammer Film Productions, titulada The Resident. La cinta contó con la dirección de Antti Jokinen, y Lee hizo una interpretación «magníficamente siniestra» junto a Hilary Swank y Jeffrey Dean Morgan. Mientras rodaba escenas para la película en Nuevo México a principios de 2009, el actor se lesionó la espalda al tropezar con cables eléctricos en el plató. También en 2011 interpretó un papel secundario en el filme Hugo, de Martin Scorsese.
Lee retomó el papel de Saruman en la película El hobbit: un viaje inesperado (2012) de Peter Jackson. Afirmó que le habría gustado mostrar la corrupción de Saruman por Sauron, pero era demasiado viejo para viajar a Nueva Zelanda, por lo que la producción se ajustó para permitirle participar desde un estudio en Londres. Ese mismo año registró su última colaboración con Tim Burton, al aparecer en el filme Sombras tenebrosas en el pequeño papel de un capitán de pesca de Nueva Inglaterra.
En una entrevista en agosto de 2013, Lee se mostró decepcionado al enterarse de que su amigo Johnny Depp estaba considerando retirarse de la actuación:

Hay frustraciones —gente que te miente, gente que no sabe lo que hace, películas que no salen como tú querías—, así que sí, entiendo [por qué Depp se plantearía la retirada]. Siempre me pregunto: "Bueno, ¿qué otra cosa podría hacer?". Hacer películas nunca ha sido sólo un trabajo para mí, es mi vida. Tengo algunos intereses fuera de la actuación — canto y he escrito libros, por ejemplo— pero actuar es lo que me mantiene en pie, es lo que hago, lo que da sentido a mi vida [...] Soy realista en cuanto a la cantidad de trabajo que puedo conseguir a mi edad, pero acepto lo que puedo, incluso doblajes y narraciones.

Lee narró el largometraje documental Necessary Evil: Super-Villains of DC Comics, estrenado el 25 de octubre de 2013. En 2014 apareció en un episodio de la serie documental de la BBC Timeshift titulado «How to Be Sherlock Holmes: The Many Faces of a Master Detective». En esta producción, el actor debatió sobre el personaje y las diversas interpretaciones que se han hecho de él.
Un mes antes de su muerte, Lee había firmado un contrato para protagonizar la película danesa The 11th. Una de sus últimas actuaciones ocurrió en Angels in Notting Hill, dirigida por Michael Pakleppa, una película fantástica sobre un ángel atrapado en Londres que se enamora de un ser humano.

## Vida privada

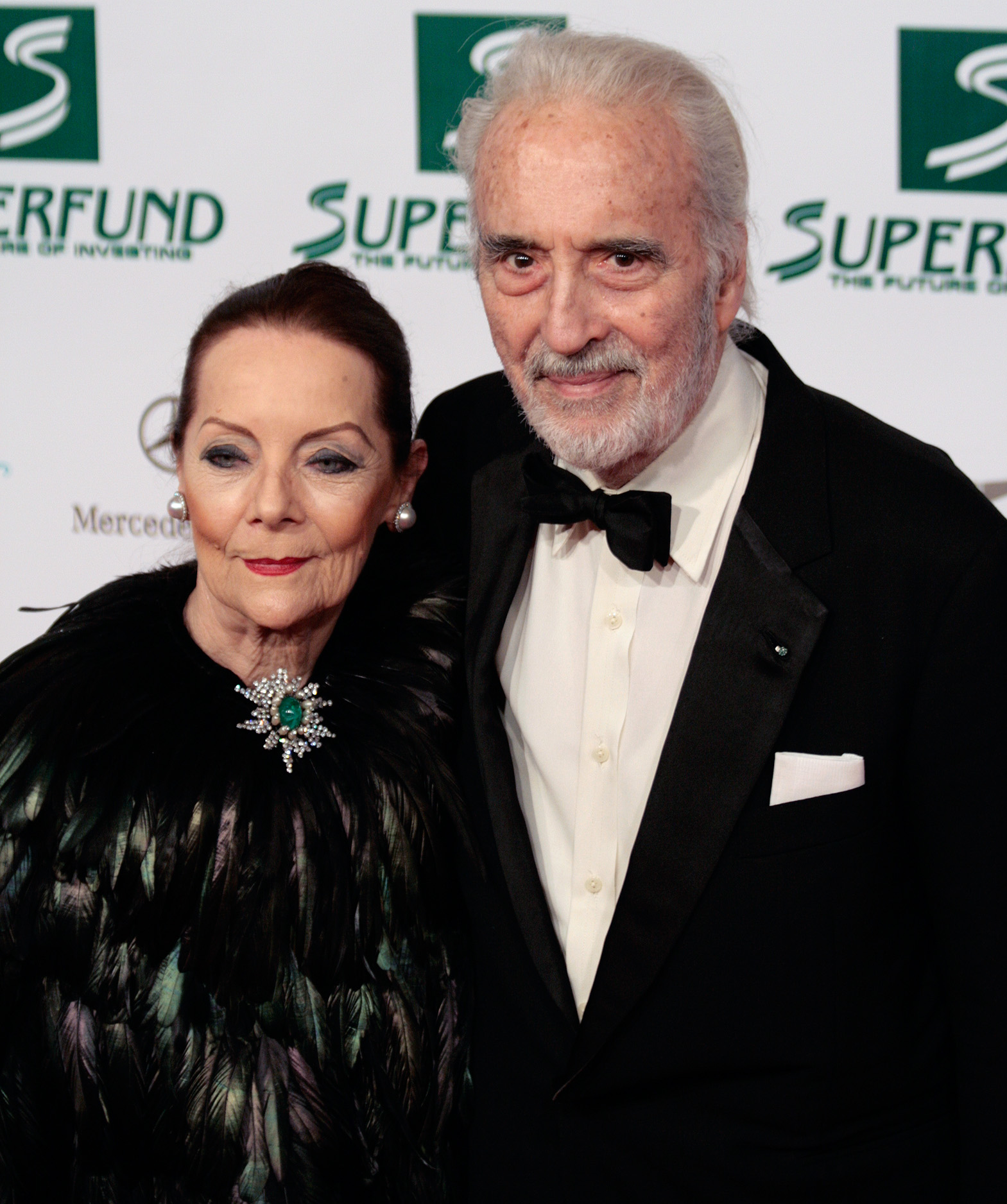
Lee con su esposa, la exmodelo danesa Birgit Kroencke

Lee estuvo casado con la modelo danesa Birgit Kroencke (también conocida como Gitte Lee) desde 1961, que había trabajado para Balenciaga, Chanel y Christian Dior. Tuvieron una hija llamada Christina Erika, nacida en Suiza el 23 de noviembre de 1963.
Lee era primo de Ian Fleming, autor de las novelas de espionaje de James Bond, y la actriz Harriet Walter es sobrina suya.

### Muerte
En la mañana del domingo del 7 de junio de 2015, falleció en el Westminster Hospital, en el barrio londinense de Chelsea, centro en el que había ingresado tres semanas antes y donde había cumplido 93 años, tras sufrir problemas respiratorios e insuficiencia cardiaca. Su esposa decidió retrasar el anuncio público de la muerte de su marido hasta el jueves 11 para avisar primero a los familiares y amigos más cercanos del actor.

## Reconocimientos
- En 1994 recibió el Premio de la Crítica de Londres por su contribución a la industria filmográfica.
- En 2001 Lee fue nombrado comendador de la Orden del Imperio Británico por Carlos, príncipe de Gales y también fue comendador de la Venerable Orden de San Juan.
- En 2002 recibió en Viena el premio la mejor carrera cinematográfica (Lifetime World Actor Award), de manos de Mijail Gorbachov.
- En febrero de 2003 fue el encargado de encender La Llama de la Paz, en un acto celebrado en Berlín titulado «Cineastas por la Paz Mundial».
- En 2005, en un estudio del periódico USA Today fue nombrado el actor más taquillero y más visto en la historia del cine.
- Lee fue un reconocido fumador de puros habanos, y sentía fascinación por los Montecristo, en concreto del tipo n.º 1 Lonsdale.
- Lee fue un gran aficionado al golf y jugó con grandes maestros como Jack Nicklaus y Severiano Ballesteros, que incluso le dedicó una foto. Su buen hándicap le permitió ser miembro del Club de Golf de Edimburgo, el más antiguo del mundo, fundado en 1744.
- Su autobiografía, titulada Tall, Dark and Gruesome (Alto, oscuro y espantoso), fue publicada en 1977 y reeditada en 1997 y 2003, esta última edición con prólogo de Peter Jackson.
- Premio Spirit of Metal en los Globo de Oro año 2010.

## Discografía
La relación de Lee con el mundo musical comenzó con su aparición en la portada de Band on the Run del grupo Wings, publicada el 28 de octubre de 1973. Incluye a Paul McCartney, Linda McCartney y Denny Laine como componentes de Wings, así como a otras seis celebridades, vestidos todos como convictos y tomados por sorpresa por un foco de vigilancia de la prisión. Su carrera musical como solista fue tardía. El actor ha declarado: «he llevado el metal en mis venas durante muchos años, lo que ocurre es que no lo sabía».[cita requerida]
Como solista ha publicado los siguientes álbumes:

### Álbumes
- Christopher Lee Sings Devils, Rogues & Other Villains (1998)
- Revelation (2006)
- Charlemagne: By the Sword and the Cross (2010)
- Charlemagne: The Omens of Death (2013)

### EP
- A Heavy Metal Christmas (2012)
- A Heavy Metal Christmas Too (2013)
- Metal Knight (2014)

### Sencillos
- "Let Legend Mark Me as the King" (2012)
- "The Ultimate Sacrifice" (2012)
- "Darkest Carols, Faithful Sing" (2014)

Como narrador con Rhapsody of Fire:
- 2004: Symphony of Enchanted Lands II: The Dark Secret;
- 2006: Triumph or Agony;
- 2010: The Frozen Tears of Angels.
- 2011: From Chaos To Eternity.

Como narrador con el grupo Manowar:
- 2010: reedición del tema «Dark Avenger», que en 1982 narró originalmente Orson Welles.

Como narrador y como la voz de Bárbol con el Tolkien Ensemble:
- 2002: At Dawn in Rivendell;
- 2005: Leaving Rivendell.

Y en 2015, justo antes de su muerte, colaborando como narrador en el disco epónimo de Hollywood Vampires, banda formada por Alice Cooper, Joe Perry y el actor Johnny Depp.

## Premios

### Premios del Sindicato de Actores de Cine
| Año  | Categoría     | Película                                         | Resultado |
| ---- | ------------- | ------------------------------------------------ | --------- |
| 2001 | Mejor reparto | El Señor de los Anillos: la Comunidad del Anillo | Candidato |
| 2002 | Mejor reparto | El Señor de los Anillos: las dos torres          | Candidato |
| 2003 | Mejor reparto | El Señor de los Anillos: el retorno del Rey      | Ganador   |

### Premios BAFTA
| Año  | Categoría                      | Película                       | Resultado |
| ---- | ------------------------------ | ------------------------------ | --------- |
| 2011 | BAFTA Academy Fellowship Award | BAFTA Academy Fellowship Award | Ganador   |

- En 1983 ganó el premio a Mejor actor en el Festival de Cine de Sitges por La casa de las sombras del pasado.
- Nota: El Señor de los Anillos: el retorno del Rey ganó el premio SAG a mejor reparto; sin embargo, Lee no apareció en la película. Sus escenas editadas fueron incorporadas a la versión extendida de la película.